# Frenelle-la-Petite
Frenelle-la-Petite är en kommun i departementet Vosges i regionen Grand Est (tidigare regionen Lorraine) i nordöstra Frankrike. Kommunen ligger i kantonen Mirecourt som tillhör arrondissementet Neufchâteau. År 2022 hade Frenelle-la-Petite 47 invånare.

## Befolkningsutveckling
Antalet invånare i kommunen Frenelle-la-Petite
| Referens: INSEE |